# Всеволодский-Гернгросс, Всеволод Николаевич
Все́волод Никола́евич Все́володский-Гернгро́сс (25 сентября 1882, Санкт-Петербург — 26 октября 1962, Москва) — российский и советский актёр, театровед, доктор искусствоведения (1936), профессор.

## Биография
Из дворян. Окончил Горный институт (1909) и Высшие драматические курсы (1908) в Петербурге.
В 1909—1919 актёр Александринского театра. С 1907 занимался научно-исследовательской работой в области истории древнерусского и русского театра XVIII—XIX веков и народного творчества.
В 1910—1949 вёл педагогическую работу (с 1921 профессор) в институте сценического искусства в Ленинграде и ГИТИСе в Москве.
Основатель и директор «Института живого слова» в Петрограде (ноябрь 1918). Читал лекции о театральном искусстве в Тенишевском училище.
Похоронен на Введенском кладбище (10 уч.).

## Семья
- Жена: Елена Николаевна Курихина (1883—?)[3]
- Дочь: Ольга Всеволодовна (3.04.1917[4]-?)